# Funció de Liouville
La funció de Liouville, denotada per λ(n) i atribuïda a Joseph Liouville, és una funció important en teoria de nombres.
Si n és un enter positiu, aleshores λ(n) és definit com:
{\displaystyle \lambda (n)=(-1)^{\Omega (n)},\,\!}
on la funció Ω(n) és el nombre de factors primers de n, comptats amb multiplicitat. Vegeu la successió a l'OEIS.
λ és una funció completament multiplicativa atès que Ω(n) és una funció additiva. Com que Ω(1) = 0 tenim que λ(1) = 1. La funció de Liouville satisfà la següent identitat:
{\displaystyle \sum _{d|n}\lambda (d)=1\,\!} si  n  és un quadrat perfecte, i:
{\displaystyle \sum _{d|n}\lambda (d)=0\,\!} altrament.

## Sèries
La sèrie de Dirichlet per a la funció de Liouville en termes de la funció zeta de Riemann té la forma
{\displaystyle {\frac {\zeta (2s)}{\zeta (s)}}=\sum _{n=1}^{\infty }{\frac {\lambda (n)}{n^{s}}}.}
La sèrie de Lambert per a la funció de Liouville és
{\displaystyle \sum _{n=1}^{\infty }{\frac {\lambda (n)q^{n}}{1-q^{n}}}=\sum _{n=1}^{\infty }q^{n^{2}}={\frac {1}{2}}\left(\vartheta _{3}(q)-1\right),}
on {\displaystyle \vartheta _{3}(q)} és la funció theta de Jacobi.

## Conjectures
La conjectura de Pólya, formulada per George Pólya el 1919, estableix que:
{\displaystyle L(n)=\sum _{k=1}^{n}\lambda (k)\leq 0}
per  n > 1. Aquesta conjectura va resultar ser falsa. El contraexemple més petit és n = 906150257, trobat per Minoru Tanaka el 1980. Es desconeix si L(n) canvia de signe infinitament.
Definint la suma
{\displaystyle M(n)=\sum _{k=1}^{n}{\frac {\lambda (k)}{k}},}
s'especula que en algun moment M(n) ≥ 0 per n ≥ n0 prou gran (ocasionalment, aquesta conjectura ha sigut incorrectament atribuïda a Pál Turán). Aquesta va ser refutada per Haselgrove el 1958 (vegeu la referència), en mostrar que M(n) pren valors negatius infinites vegades. Si és veritat aquesta conjectura, aquesta es pot veure com una prova de la hipòtesi de Riemann, com ho va mostrar Pál Turán.